# Vilnîi Posad, Krîvîi Rih
Vilnîi Posad (în ucraineană Вільний Посад) este un sat în comuna Șîroke din raionul Krîvîi Rih, regiunea Dnipropetrovsk, Ucraina.

## Demografie
Componența lingvistică a localității Vilnîi Posad
     Ucraineană (89,84%)
     Rusă (9,38%)
     Alte limbi (0,78%)
Conform recensământului din 2001, majoritatea populației localității Vilnîi Posad era vorbitoare de ucraineană (89,84%), existând în minoritate și vorbitori de rusă (9,38%).